# ХК Лулео
ХК Лулео (швед. Luleå HF) професионални је шведски клуб хокеја на леду из града Лулеа. Тренутно се такмичи у елитној хокејашкој СХЛ лиги Шведске. Клуб је у сезони 1995/96. освојио титулу националног првака Шведске.
Своје домаће утакмице игра у арени Коп Норботен капацитета 6.300 седећих места.

## Историјат
Клуб је основан 1977. године под именом ГроКо хокеј (швед. GroKo Hockey), а свега две године касније добија садашње име. Године 1986. клуб се пласирао у елитну СХЛ лигу у којој и данас наступа. 
Највећи клупски успеси су титула националног првака Шведске из сезоне 1995/96, те три финала националног плеј-офа (у сезонама 1992/93, 1996/97. и 2012/13).

### Успеси
- Национални првак: 1 титула (1995/96)
- Финалиста плеј-офа: 3 пута (1992/93, 1996/97, 2012/13)

## Повучени бројеви
- 12 Јохан Стремвал
- 22 Ханс Норберг
- 35 Јармо Милис

## Познати играчи
- Тука Ментиле
- Линус Класен